# Канург
Канург (фр. Canourgue) насеље је и општина у јужној Француској у региону Лангдок-Русијон, у департману Лозер која припада префектури Манд.
По подацима из 2011. године у општини је живело 2119 становника, а густина насељености је износила 20,32 становника/km². Општина се простире на површини од 104,29 km². Налази се на средњој надморској висини од 563 метара (максималној 1.008 m, а минималној 521 m).

## Демографија
| 1962. | 1968. | 1975. | 1982. | 1990. | 1999. | 2011. |
| ----- | ----- | ----- | ----- | ----- | ----- | ----- |
| 1.684 | 1.719 | 1.850 | 1.804 | 1.817 | 1.922 | 2.119 |

График промене броја становника у току последњих година